# Liste der Baudenkmale in Bahrdorf
In der Liste der Baudenkmale in Bahrdorf sind die Baudenkmale der niedersächsischen Gemeinde Bahrdorf und ihrer Ortsteile aufgelistet. Der Stand der Liste ist der 19. Januar 2021. Die Quelle der Baudenkmale ist der Denkmalatlas Niedersachsen.

## Allgemein
In den Spalten befinden sich folgende Informationen:
- Lage: die Adresse des Baudenkmales und die geographischen Koordinaten. Kartenansicht, um Koordinaten zu setzen. In der Kartenansicht sind Baudenkmale ohne Koordinaten mit einem roten Marker dargestellt und können in der Karte gesetzt werden. Baudenkmale ohne Bild sind mit einem blauen Marker gekennzeichnet, Baudenkmale mit Bild mit einem grünen Marker.
- Bezeichnung: Bezeichnung des Baudenkmales
- Beschreibung: die Beschreibung des Baudenkmales. Unter § 3 Abs. 2 NDSchG werden Einzeldenkmale und unter § 3 Abs. 3 NDSchG Gruppen baulicher Anlagen und deren Bestandteile ausgewiesen.
- ID: die Objekt-ID des Baudenkmales
- Bild: ein Bild des Baudenkmales, ggf. zusätzlich mit einem Link zu weiteren Fotos des Baudenkmals im Medienarchiv Wikimedia Commons. Wenn man auf das Kamerasymbol klickt, können Fotos zu Baudenkmalen aus dieser Liste hochgeladen werden:

## Bahrdorf

### Gruppe: Ortskern Bahrdorf
Die Gruppe hat die ID 32627389. Großes Dorf im östlichen Teil der Gemeinde Velpke im Landkreis Helmstedt mit gut ablesbaren älteren Dorfkern mit Pfarrkirche des 13./15. Jh., dem Kirchhof und der anliegenden Dorfschule sowie umgebender Bebauung durch Fachwerk-Wohnhäuser und Wirtschaftsgebäude vom Ende des 18. und Anfang des 19. Jh.

#### Gruppe: Domäne Bahrdorf in der Gruppe Ortskern Bahrdorf
Die Gruppe hat die ID 32627436.

| Lage                                            | Bezeichnung               | Beschreibung                          | ID       | Bild |
| ----------------------------------------------- | ------------------------- | ------------------------------------- | -------- | ---- |
| Helmstedter Straße 4 52° 23′ 4″ N, 11° 0′ 9″ O  | Gutshof                   | Domäne Bahrdorf, früher Burg Bahrdorf | 32635587 |      |
| Helmstedter Straße 4 52° 23′ 5″ N, 11° 0′ 8″ O  | Stall                     |                                       | 32636806 | BW   |
| Helmstedter Straße 4 52° 23′ 5″ N, 11° 0′ 10″ O | Wohn-/ Wirtschaftsgebäude |                                       | 32636823 | BW   |
| Helmstedter Straße 4 52° 23′ 4″ N, 11° 0′ 7″ O  | Hauptgebäude              |                                       | 32636772 | BW   |
| Helmstedter Straße 4 52° 23′ 3″ N, 11° 0′ 9″ O  | Kuhstall                  |                                       | 32636789 | BW   |
| Helmstedter Straße 4 52° 23′ 3″ N, 11° 0′ 10″ O | Park                      |                                       | 32635604 | BW   |

#### Gruppe: Pfarrhof Am Alten Markt 27 in der Gruppe „Ortskern Bahrdorf“
Die Gruppe hat die ID 32627424. Anlage des örtlichen Pfarrgehöfts als Fachwerkbaugruppe mit Pfarrhaus und Scheune.

| Lage                                         | Bezeichnung | Beschreibung | ID       | Bild |
| -------------------------------------------- | ----------- | --- | -------- | ---- |
| Am Alten Markt 27 52° 23′ 11″ N, 11° 0′ 8″ O | Wohnhaus    | Wohnhaus als zweigeschossiger, queraufgeschlossener Fachwerkbau unter Halbwalmdach in Krempziegeldeckung. Symmetrisches Fachwerkgefüge mit zweifeldigen Streben und verputzter Ausfachung. Das Gebäude steht frei und leicht zurückgesetzt auf dem Grundstück des Pfarrhofes. | 32635468 | BW   |
| Am Alten Markt 27 52° 23′ 11″ N, 11° 0′ 9″ O | Scheune     | Eingeschossige, traufständig aufgeschlossene Fachwerkscheune unter Walmdach in Krempziegeldeckung. Fachwerkgefüge in Ziegelausfachung mit achsensymmetrisch angeordneten Ladeluken.                                                                                           | 32635487 | BW   |

#### Gruppe: Oebisfelder Straße 3 in der Gruppe „Ortskern Bahrdorf“
Die Gruppe hat die ID 32627460. Hofanlage als Gruppe von stilistisch einheitlichen Fachwerkgebäuden der ersten Hälfte des 19. Jh. mit Wohnhaus, Spiekerhäuschen und Scheune sowie einem gepflasterten Innenhof.

| Lage                                             | Bezeichnung     | Beschreibung | ID       | Bild |
| ------------------------------------------------ | --------------- | --- | -------- | ---- |
| Oebisfelder Straße 3 52° 23′ 11″ N, 11° 0′ 13″ O | Wohnhaus        | Zweigeschossiger Fachwerkbau auf verputzten Sandsteinsockel, unterkellert, unter hohen Halbwalmdach in engobierter Ziegelpfannendeckung. Traufseitiger Haupteingang mit moderner kassettierter Holztür hinter Freitreppe. Symmetrisches Fachwerkgefüge mit Putzausfachung und gegenläufigen zweifeldigen Streben, profilierte Balkenköpfe. Fenster in profilierten Einfassung, am Ostgiebel teilweise zugesetzt. Westgiebelwand mit vorgesetztem Ziegelmauerwerk. Haupthaus einer Hofanlage. | 32636874 | BW   |
| Oebisfelder Straße 3 52° 23′ 10″ N, 11° 0′ 12″ O | Spiekerhäuschen | Sehr kleiner eingeschossiger Fachwerkbau mit Lehmstakung unter Satteldach in Krempziegeldeckung mit Aufschieblingen. Straßenseitige Fenster und Eingangstür mit vorgelegten Blockstufen später eingebaut. | 32635848 | BW   |
| Oebisfelder Straße 3 52° 23′ 11″ N, 11° 0′ 11″ O | Scheune         | Queraufgeschlossener Fachwerkbau auf Sandsteinsockel unter Halbwalmdach in Krempziegeldeckung. Fachwerkgefüge mit gegenläufigen zweifeldigen Streben und Lehmstakung. Hofseitige traufhohe Einfahrten und Stalltüren, rückwärtig zweiflügelige Remiseneinfahrt und Wirtschaftstüren. | 32635865 | BW   |

#### Gruppe: Hofanlage Oebisfelder Straße 2 in der Gruppe „Ortskern Bahrdorf“
Die Gruppe hat die ID 32627448. Städtebaulich wirksame Hofanlage mit Wohn- und Stallgebäuden aus Bruchsteinmauerwerk, in der ersten Hälfte des 19. Jh. errichtet.

| Lage                                             | Bezeichnung          | Beschreibung | ID       | Bild |
| ------------------------------------------------ | -------------------- | --- | -------- | ---- |
| Oebisfelder Straße 2 52° 23′ 11″ N, 11° 0′ 15″ O | Landarbeiterwohnhaus | Zweigeschossiger Massivbau aus Hartsandstein-Bruchstein auf Sockel unter Halbwalmdach in Ziegelpfannendeckung mit Aufschieblingen. Fenster mit massiven Sandsteingewänden, von Entlastungsbögen in Ziegelstein überfangen. Hofseitiger Eingang über zweiläufige Treppe mit Zwischenpodest. | 32635796 | BW   |
| Oebisfelder Straße 2 52° 23′ 11″ N, 11° 0′ 15″ O | Stall                | Eingeschossiger massiver Stallbau aus Bruchstein-Schichtmauerwerk unter Satteldach in Ziegelpfannendeckung. Das Gebäude ist im Mauerwerk mit der Grundstückseinfriedung und dem Wohnhaus verbunden. Straßenseitige breite Segmentbogenfenster, hofseitige Wirtschaftsöffnungen.            | 32635814 | BW   |

#### Einzeldenkmale
| Lage                                              | Bezeichnung               | Beschreibung | ID       | Bild |
| ------------------------------------------------- | ------------------------- | --- | -------- | ---- |
| Am Alten Markt 18 52° 23′ 9″ N, 11° 0′ 7″ O       | Kirche                    | Die Kirche St. Stephan Bahrdorf ist eine Saalkirche aus gestrichenem Sandbruchstein mit Westturm und geradem Chorschluss. Langhaus unter Satteldach in Ziegelpfannendeckung. Die Fassade gliedern sandsteingefasste Rechtecksfenster sowie Strebepfeiler, ältere Spitzbogenfenster heute zugesetzt. Westturm mit Sandsteinportal, Inschriftentafel sowie einem steingefassten Okulus, darüber Zieranker und Turmuhr, Glockenstuhl mit unregelmäßigen Schallarkaden in Rundbogenform, Walmdach mit Wetterfahne. Im Inneren Kreuzgratgewölbe, barocke Grabplatten, spätgotisches Kreuzigungsrelief sowie ein geschnitzter Kanzelaltar von Michael Helwig von 1713. | 32635356 |      |
| Am Alten Markt 18 52° 23′ 9″ N, 11° 0′ 7″ O       | Kirchhof                  | Grünfläche mit Baumbestand, Gefallenendenkmal sowie Einfriedung. | 32635375 | BW   |
| Am Alten Markt 18 52° 23′ 9″ N, 11° 0′ 7″ O       | Einfriedung               | Einfriedung des Kirchhofes durch eine Sandbruchsteinmauer. | 32692041 | BW   |
| Oebisfelder Straße 52° 23′ 17″ N, 11° 0′ 27″ O    | Brücke                    | Plattenbalkenbrücke aus Beton und Sandsteinquadern. Widerlager und Balkenstützen aus Sandsteinquadermauerwerk, die einzelnen Fahrbahnplatten sowie die Brüstung sind aus Beton. Die Brücke überspannt östlich von Bahrdorf den Lapaubach auf der Straße nach Gehrendorf. | 32635778 | BW   |
| Oebisfelder Straße 6 52° 23′ 13″ N, 11° 0′ 16″ O  | Wohnhaus                  | Zweigeschossiger giebelständiger Fachwerkbau auf Sandsteinsockel unter Halbwalmdach in Hohlpfannendeckung. Symmetrisches Fachwerkgefüge mit zweifeldigen Streben und Ziegelausfachung, erhaltene originale Galgenfenster. Über dem hofseitigen Haupteingang befindet sich eine Inschriftenplatte mit der Datierung „1869“. Wohnhaus einer Hofanlage. | 32635902 | BW   |
| Oebisfelder Straße 12 52° 23′ 15″ N, 11° 0′ 15″ O | Wohn-/ Wirtschaftsgebäude | Zweigeschossiger Fachwerkbau in Stockwerksbauweise unter Halbwalmdach in Betonpfannendeckung. Fachwerkgefüge mit entgegenlaufenden zweifeldigen Streben, die Ausfachungen sind verputzt. Hofseitig befinden sich der Zugang zur Querdiele sowie eine zugesetzte Quereinfahrt. Westliche Giebelseite mit Kunststoffbehang. Im Dielentorsturz Inschrift mit der Datierung „1809“. Kopfbau einer Hofanlage. | 32635921 | BW   |
| Oebisfelder Straße 19 52° 23′ 16″ N, 11° 0′ 15″ O | Wohnhaus                  | Zweigeschossiger Fachwerkbau auf verputztem Sockel unter Halbwalmdach in Ziegelpfannendeckung. Symmetrischer Fachwerkabbund mit entgegenlaufenden Streben, verputzte Ausfachung. Im Schwellriegel eine Inschrift mit Sinnspruch „Bauen nicht aus Hochmut und aus Pracht, sondern die Feuersnoth hat mich dazu gebracht. (…) Anno 1808“. Westliche Giebelseite mit Kunststoffbehang, Kopfbau einer Hofanlage. | 32635940 | BW   |
| Am Alten Markt 14 52° 23′ 9″ N, 11° 0′ 5″ O       | Schule                    | Zweigeschossiger Ziegelbau auf quadratischem Grundriss und Sandsteinsockel unter Satteldach in Betonpfannendeckung. Eingang hinter Werksteintreppe im außermittigen Risalit mit Zwergeibelabschluss mit Oculus. Fassadenöffnungen unter Segmentbögen, Gliederung durch farbige Ziersteinsetzungen und einem geschosstrennenden Deutschen Band. Westliche Giebelseite in Holzverschalung. | 32635305 | BW   |
| Am Alten Markt 16 52° 23′ 9″ N, 11° 0′ 6″ O       | Schule                    | Zweigeschossiger, traufständiger Fachwerkbau in Stockwerksbauweise unter Halbwalmdach in Krempziegeldeckung. Fachwerkgefüge im Wohnteil mit Rohziegelausfachung und zweifeldigen Streben, ehemaliger Wirtschaftsteil mit Sandbruchsteinausfachung, Im Erdgeschoss mit durchgehenden Riegeln, im OG eine Ladeluke. Achsenmittige Eingangsdiele. Östlich ein jüngerer niedrigerer Anbau in Ziegelmauerwerk, westlich schließt sich der Kopfbau der Schule von 1880 an. | 32635322 | BW   |
| Am alten Markt 17 52° 23′ 10″ N, 11° 0′ 3″ O      | Wohn-/ Wirtschaftsgebäude | Zweigeschossiger Fachwerkbau in Stockwerksabbund auf Sandsteinsockel unter Halbwalmdach. Fachwerkgefüge mit gekuppelten Ständern, Dreiviertelstreben teils asymmetrisch angeordnet, verputzte Ausfachung. Nördliche Gebäudehälfte ganz verputzt und modern verändert. Am Nordgiebel wohl teilweise noch Ausfachung in Bruchsteinmauerwerk. | 32635339 | BW   |
| Am Alten Markt 19 52° 23′ 10″ N, 11° 0′ 4″ O      | Wohn-/ Wirtschaftsgebäude | Zweigeschossiger, giebelständiger Fachwerkbau unter Halbwalmdach in Ziegelpfannendeckung. Fachwerkgefüge mit gekuppelten Ständern und zweifeldigen Streben, mit verputzter Ausfachung. Nördliche Gebäudehälfte Wirtschaftsteil. | 32635414 | BW   |
| Am Alten Markt 21 52° 23′ 10″ N, 11° 0′ 5″ O      | Wohnhaus                  | Zweigeschossiger, traufständiger Fachwerkbau auf Sandsteinquadersockel unter Halbwalmdach Krempziegeldeckung. Symmetrische, siebenachsige Fassadenaufteilung, Eckversteifung mit zweifeldigen Streben, Ausfachung in Rohziegelsetzung. Klassizistisch gefasster hölzerner Haupteingang hinter Freitreppe in Blockstufen. Auf der östlichen Seite zugesetzte Fenster. Haupthaus einer Hofanlage. | 32636840 | BW   |
| Am Alten Markt 21 52° 23′ 10″ N, 11° 0′ 4″ O      | Stall                     | Eingeschossiger, winkliger Baukörper aus Hartsandstein in hammerrechtem Schichtenmauerwerk, hofseitig Ziegelmauerwerk mit Hartsandsteinsockel und modernem Remisentor. Satteldach in Krempziegeldeckung, überdachte Durchfahrt. Teil einer Hofanlage. | 32635007 | BW   |
| Am Alten Markt 22 52° 23′ 9″ N, 11° 0′ 10″ O      | Wohnhaus                  | Zweigeschossiges, traufständiges Fachwerk-Wohnhaus auf Sandsteinquader-Kellersockel unter Satteldach in Ziegelpfannendeckung. Symmetrisches Fachwerkgefüge mit großen Andreaskreuzen, gekuppelten Ständern und Ziegelausfachung. Achsensymmetrische Fassadengliederungen. Zurückgesetzter mittiger Eingang hinter Windfang, dieser mit Zierfachwerk und Glasmalereien gestaltet. | 32635448 | BW   |

### Gruppe: Vorwerk Blanken
Die Gruppe hat die ID 32627514. Ortsbildwirksame und ortsgeschichtlich bedeutende Anlage des ehemaligen Vorwerks des Amtshofes in Bahrdorf, mit Wirtschaftsflügeln des 19. Jh. als eine dreiseitige Hofanlage.

| Lage                                         | Bezeichnung | Beschreibung | ID       | Bild |
| -------------------------------------------- | ----------- | --- | -------- | ---- |
| L 647/Blanken 3 52° 22′ 18″ N, 10° 59′ 28″ O | Scheune     | Eingeschossiger traufständiger Fachwerkbau auf Bruchsteinsockel unter Halbwalmdach mit einer Längseinfahrt und einer Querdurchfahrt. Fachwerkabbund mit entgegenlaufenden zweifeldigen Streben, verputzte Ausfachung. Innengerüst verändert, wohl 1950/60 wurde die mittlere Ständerreihe entfernt und zu einer freitragenden Konstruktion umgebaut. | 32635725 |      |
| L 647/Blanken 3 52° 22′ 18″ N, 10° 59′ 29″ O | Scheune     | Eingeschossiger Fachwerkbau auf Bruchsteinsockel unter Krüppelwalmdach in Krempziegeldeckung. Symmetrischer Fachwerkabbund mit zweifeldigen Streben und verputzter Ausfachung. Zwei Querdurchfahrten sowie zahlreiche Ladeluken unter dem Traufgesims. Erbaut in der Mitte des 19. Jh.                                                               | 39250351 | BW   |
| L 647/Blanken 3 52° 22′ 17″ N, 10° 59′ 28″ O | Stall       | Eingeschossiger Bruchsteinbau unter Krüppelwalmdach in Krempziegeldeckung. Zum Hof hin gliedern Aufzugserker in Fachwerk unter Satteldächern das Gebäude. Erbaut Mitte des 19. Jh. | 32635761 | BW   |

### Gruppe: Forstamt Blanken
Die Gruppe hat die ID 32627502. Einheitlich in Fachwerk errichtete Hofgruppe, arrangiert in Hufeisenform um ein Hofareal, mit Forsthaus und Wirtschaftsgebäuden von um 1823.

| Lage                               | Bezeichnung  | Beschreibung | ID       | Bild |
| ---------------------------------- | ------------ | --- | -------- | ---- |
| L 647 52° 22′ 19″ N, 10° 59′ 33″ O | Forsthaus    | Eingeschossiger, queraufgeschlossener Fachwerkbau auf Ziegelsockel unter Satteldach in Hohlpfannendeckung. Fachwerkgefüge mit gekuppelten Ständern sowie geschosshohen Streben, Ausfachung in gestrichener Ziegelsetzung sowie Kreuzstockfenster. Ausgebautes DG mit Gauben und Fenstern in den Giebelfeldern.                                                                       | 32635674 |      |
| L 647 52° 22′ 18″ N, 10° 59′ 32″ O | Scheune      | Fachwerkscheune auf Bruchsteinsockel unter Halbwalmdach in Krempziegeldeckung. Symmetrischer Fachwerkabbund mit entgegenlaufenden geschosshohen Streben, verputzte Ausfachung. Mittig befindet sich ein Querdielentor, flankiert von zwei Ladeluken und nachträglichen kleinen Fenstern. Giebelseitige Holzverschalung.                                                              | 32635691 | BW   |
| L 647 52° 22′ 19″ N, 10° 59′ 34″ O | Nebengebäude | Fachwerkbau auf Sandbruchsteinsockel unter Krüppelwalmdach in Ziegelpfannendeckung, rückwärtig mit Abschleppung. Symmetrischer Fachwerkabbund mit gegenläufigen dreifeldigen Streben und verputzter Ausfachung. Außermittiges Querdielentor mit darüber positioniertem Aufzugserker, flankiert von Wirtschaftstüren, die linke mit Oberlicht und die rechte mit seitlichen Fenstern. | 32635708 | BW   |

### Einzelbaudenkmale
| Lage                                   | Bezeichnung     | Beschreibung | ID       | Bild |
| -------------------------------------- | --------------- | --- | -------- | ---- |
| Fleitmühle 52° 24′ 14″ N, 11° 0′ 33″ O | Grenzstein      | | 32635553 | BW   |
| WL Lapau 52° 22′ 30″ N, 10° 59′ 29″ O  | Eisenbahnbrücke | Eisenbahnbrücke mit Widerlagern sowie aufgehendem Mauerwerk aus Sandsteinquadern, der eigentliche Bogen wurde in Ziegelsteinen gemauert. Die Brücke überspannt den Lapaubach südwestlich von Bahrdorf. | 32635075 |      |
| L 647 52° 22′ 26″ N, 10° 59′ 10″ O     | Brücke          | Straßenbrücke WL Lapau | 32635742 | BW   |

## Rickensdorf

### Gruppe: Kirchhof Rickensdorf
Die Gruppe hat die ID 2627539. Ortsbildwirksamer historischer Ortskern mit Kirche, dem Gelände des Kirchhofes sowie einem Gefallenendenkmal.

| Lage                                     | Bezeichnung | Beschreibung | ID       | Bild |
| ---------------------------------------- | ----------- | --- | -------- | ---- |
| Lange Straße 52° 21′ 29″ N, 10° 58′ 6″ O | Kirche      | Saalbau mit Westturm aus Hartsandsteinmauerwerk. Langhaus mit geradem Chorschluss und großen Spitzbogenfenstern unter Satteldach in Ziegelpfannendeckung. Westturm mit gestrichenem Bruchsteinmauerwerk mit Westportal, im Glockenstuhl gekuppelte Schallarkaden mit Spitzbögen, im Giebelfeld eine Turmuhr, Satteldach mit Ziegelpfannendeckung als oberer Turmabschluss. Umbau Orgel, Priechen und Empore von 1881. | 32636149 |      |
| Lange Straße 52° 21′ 29″ N, 10° 58′ 6″ O | Kirchhof    | In der Dorfmitte eine aufgehöhte ringförmige Grünfläche mit zentral platzierter Kirche, mit Baumbestand sowie einer umfassenden Einfriedungsmauer aus Bruchstein. | 32636168 | BW   |
| Lange Straße 52° 21′ 28″ N, 10° 58′ 6″ O | Ehrenmal    | Gefallenendenkmal in Form eines auf Treppensockel stehenden Obelisken mit bekrönender Adlerskulptur. Im Obelisk eingemeißelte Widmungsschrift sowie Namenslisten der aus dem Orte stammenden gefallenen Soldaten sowie ein Eisernes Kreuz mit den Jahreszahlen 1914-1918. | 32636187 |      |

### Gruppe: Schulanlage Lange Straße 21
Die Gruppe hat die ID 32627552.

| Lage                                        | Bezeichnung | Beschreibung | ID       | Bild |
| ------------------------------------------- | ----------- | --- | -------- | ---- |
| Lange Straße 21 52° 21′ 29″ N, 10° 58′ 4″ O | Schule      | | 32636220 | BW   |
| Lange Straße 21 52° 21′ 29″ N, 10° 58′ 4″ O | Stall       | Eingeschossiges Stallgebäude aus Hartsandsteinmauerwerk unter Satteldach in Ziegelpfannendeckung. Querdielentor, Fassadenöffnungen unter Stürzen in Ziegelstein, mittiger Zwerchgiebel mit Ladeluke, vom Satteldach überfangen. | 32636239 | BW   |

## Mackendorf

### Gruppe: Hofanlage Alte Dorfstraße 4
Die Gruppe hat die ID 32627527.

| Lage                                          | Bezeichnung          | Beschreibung | ID       | Bild |
| --------------------------------------------- | -------------------- | --- | -------- | ---- |
| Alte Dorfstraße 4 52° 21′ 19″ N, 11° 1′ 13″ O | Landarbeiterwohnhaus | Eingeschossiger Fachwerkbau auf Hartsandsteinsockel unter Halbwalmdach in Krempziegeldeckung. Fachwerkgefüge mit gekuppelten Ständern und zweifeldigen Streben und Ziegelausfachung, in den Giebelfeldern verputzt. Hauptbau einer Hofanlage. | 32636059 | BW   |
| Alte Dorfstraße 4 52° 21′ 18″ N, 11° 1′ 14″ O | Stall                | Eingeschossiger Fachwerkbau auf hohen Sockel aus Hartsandsteinmauerwerk unter Satteldach mit Aufschieblingen und Krempziegeldeckung. Zweckfachwerk mit Ausfachung in Hartsandstein-Bruchstein, hofseitig Wirtschaftstüren sowie Ladeluken.    | 32636077 | BW   |

### Einzelbaudenkmale
| Lage                                    | Bezeichnung | Beschreibung | ID       | Bild |
| --------------------------------------- | ----------- | --- | -------- | ---- |
| Waldmühle 52° 20′ 41″ N, 10° 59′ 57″ O  | Wohnhaus    | Zweigeschossiges und queraufgeschlossener Fachwerkbau unter Satteldach. Symmetrisches Fachwerkgefüge mit entgegenlaufenden Streben, gekuppelten Ständern und gestrichener Ziegelausfachung. Eingangstür in klassizistischer Holzeinfassung. Darüber ein Relief mit Inschriften. Die Fenster haben die Form von Galgenfenstern. Nordöstlich befindet sich eine Erweiterung des Flügels mit Fassadenverkleidung im Rautenmuster, die Tür und die Fenster sind ebenfalls klassizistisch gefasst. | 32636130 | BW   |
| Bauerstraße 52° 21′ 13″ N, 11° 1′ 23″ O | Kirche      | Saalbau aus Hartsandsteinmauerwerk mit Westturm. Langschiff verputzt mit Rundbogenfenstern und Satteldach mit Aufschieblingen in Krempziegeldeckung und geradem Chorschluss mit Ostportal. Westturm in Schichtmauerwerk mit Rundbogenfenstern und Westportal, im Obergeschoss Rundfenster sowie gekuppelte Schallarkaden, abschlossen vom Satteldach in Ziegelpfannendeckung mit Turmuhr im Giebelfeld, bekrönt von schiefergedeckten Laterne mit polygonaler Spitzhaube.                     | 32636094 |      |

## Saalsdorf

### Gruppe: Kirchhof Saalsdorf
Die Gruppe hat die ID 32627585. Ortsbildwirksamer historischer Ortskern mit Kirche dem zugehörigem Pfarrhaus und dem Gelände des ehemaligen Kirchhofes.

| Lage                                   | Bezeichnung              | Beschreibung | ID       | Bild |
| -------------------------------------- | ------------------------ | --- | -------- | ---- |
| Kirchweg 5 52° 21′ 36″ N, 11° 3′ 32″ O | Johannes-Baptista-Kirche | Saalbau mit Westturm in Bruchsteinmauerwerk mit Querhaus und Dreiachtel-Chor. Langschiff und Querhaus unter Satteldächern in Ziegelpfannendeckung mit sprossengeteilten und in Sandstein gefassten Rechteckfenstern, Giebelseiten durch Treppengiebel mit Okolus hervorgehoben, Anschluss an den eingezogenen Westturm ebenfalls durch Treppengiebel. Westturm mit Westportal und seitlichen Rundfensterchen, darüber Lichtfenster, im OG große gefasste Rundfenster sowie Turmuhr, darüber gekuppelte Schallarkaden in Rundbögen. Schiefergedeckter Knickhelm. Jahrestafel über Zugang zum Turm mit der Jahreszahl „1780“, Jahrestafel über Zugang zum Schiff mit der Datierung „1701“ sowie eine Inschrift im Sturz mit der Jahreszahl „1701“. | 32636411 |      |
| Kirchweg 4 52° 21′ 36″ N, 11° 3′ 34″ O | Pfarrhaus                | Zweigeschossiges Fachwerkhaus auf hohen Kellersockel in Sandstein-Schichtmauerwerk unter Halbwalmdach in Ziegelpfannendeckung. Eingang über nördliche Traufseite, davor befindet sich eine Sandsteintreppe. Achsensymmetrische und siebenachsige Fassade, Fachwerkgefüge mit zweifeldigen Streben und Ziegelausfachung. Westliche Giebelseite mit Ziegelpfannen verschalt, die östliche Giebelseite mit sichtbaren Fachwerk. | 32636392 | BW   |

### Gruppe: Seggerder Weg 27
Die Gruppe hat die ID 32627598. Im Süden des Dorfes, dreieckige Hofanlage an der Aller, auf dem Gelände einer ehemaligen Wassermühle. Wohn-/ Wirtschaftsgebäude traufständig längs eines Weges über die Aller, Nebengebäude winklig angebaut. Zufahrt von Nordwesten, Hoffläche mit Feldsteinen gepflastert.

| Lage                                         | Bezeichnung               | Beschreibung | ID       | Bild |
| -------------------------------------------- | ------------------------- | --- | -------- | ---- |
| Seggerder Weg 27 52° 21′ 28″ N, 11° 3′ 38″ O | Wohn-/ Wirtschaftsgebäude | Zweigeschossiger Ziegelfachwerkbau auf hohem Sandsteinsockel unter Satteldach, Ausfachung weiß geschlämmt, Gefüge dunkel gestrichen. Haupteingang mit kassettierter, historistisch eingefasster Tür hinter ziegelgemauerter zweiläufiger Freitreppe, gekuppelte Fenster mit Klappläden. Fachwerkgefüge mit zweifeldigen Streben und geschlämmter Ziegelausfachung, rückwärtig in Ziegelsichtsetzung. Westgiebel vollständig mit Hohlpfannen verkleidet, im EG tw. zugesetzt, bzw. durch Anbau verdeckt. Wirtschaftsteil teils in Sandsteinquadermauerwerk und teils in Ziegelstein, OG in Fachwerk mit eingeschobenen, symmetrisch aufgebauten Wohnteil. Über dem Eingang Jahrestafel mit der Datierung „1863“. | 32636479 | BW   |
| Seggerder Weg 27 52° 21′ 27″ N, 11° 3′ 37″ O | Stall                     | Zweigeschossiger und teils eingeschossiger Stallflügel als Ziegelbau unter Satteldach in Ziegelpfannendeckung. Nordwestliche Erweiterung in Sandsteinmauerwerk. Hofseitige Wirtschaftsöffnungen. | 32635094 | BW   |
| Seggerder Weg 27 52° 21′ 27″ N, 11° 3′ 38″ O | Scheune                   | Hohe eingeschossige Querscheune in Rohziegelfachwerk auf hohem Hartsandsteinsockel mit zwei traufhohen Durchfahrten und hofseitig angebautem Flugdach aus neuerer Zeit. Großflächiges Satteldach in Hohlpfannendeckung. | 32635024 | BW   |

### Einzelbaudenkmale
| Lage                                        | Bezeichnung | Beschreibung | ID       | Bild |
| ------------------------------------------- | ----------- | --- | -------- | ---- |
| Allerstraße 3/4 52° 21′ 41″ N, 11° 3′ 38″ O | Wohnhaus    | Eingeschossiges Fachwerk-Doppelhaus auf Sandsteinwerksteinsockel unter Halbwalmdach in Ziegelpfannendeckung. Achsensymmetrischer Gebäudeaufbau, traufständige Eingänge hinter Freitreppen aus Blockstufen, an den Gebäudeecken jeweils Wirtschaftstüren. Fachwerkgefüge mit gebogenen Streben und Ziegelsichtausfachung. An den Giebelseiten Stalltüren, darüber Bergeluken zum Bodenraum. Wohnhaus für zwei Familien mit zwei Feuerstellen und jeweils einem kleinen Stall. | 32636322 | BW   |
| Am Dorfplatz 3 52° 21′ 37″ N, 11° 3′ 31″ O  | Wohnhaus    | Zweigeschossiger Fachwerkbau unter Halbwalmdach in Ziegelpfannendeckung. Symmetrisches Fachwerkgefüge mit zweifeldigen Streben und Ziegelsichtausfachung. Westliche Giebelwand im EG im Hartsandsteinmauerwerk, darüber moderne Ziegelverschalung. Eingänge von der Hofseite aus. | 32636340 | BW   |
| Kirchweg 4 52° 21′ 36″ N, 11° 3′ 33″ O      | Pfarrhaus   | | 32636392 | BW   |